# Neba
Neba (根羽村?) è un villaggio giapponese della prefettura di Nagano.